# Bánréve
Bánréve község Borsod-Abaúj-Zemplén vármegyében, a Putnoki járásban.

## Fekvése
A település a szlovák határ mentén, a Sajó völgyében, Ózdtól mintegy 15 kilométerre északkeletre, Miskolctól pedig körülbelül 40 kilométerre északnyugatra fekszik. Közigazgatási területét a Sajó csak kis szakaszon, a községhatár legdélebbi részén érinti.  Főutcája az egész településen délnyugat–északkeleti irányban végighúzódó 25-ös főút, amely a község belterületének északi részén torkollik bele a 26-os főútba. Utóbbi ettől a találkozási ponttól alig fél kilométerre éri el az országhatárt és lép át Szlovákiába; ott 2007 decemberéig határátkelőhely működött.
Bánréve vasúton is elérhető,a Miskolc–Bánréve–Ózd-vasútvonalon, vasútállomását közúton a 25-ös útból, annak 81+500-as kilométerszelvényénél nyugat felé kiágazó 26 301-es számú mellékút (települési nevén Szabadság utca) biztosítja. Ugyanezen a vasútvonalon található még, a Sajó hídjának déli hídfőjénél a Bánrévei Vízmű megállóhely is, amelynek elnevezése azonban megtévesztő, mert már a szomszédos Serényfalva közigazgatási területén helyezkedik el.
A Bánrévét környező települések: Sajópüspöki 2 kilométerre, Serényfalva 3 kilométerre, Hét 4 kilométerre és a szlovákiai Sajólénártfalva 6 kilométerre. A legközelebbi városok Putnok 5 kilométerre és Ózd 15 kilométerre, Szlovákia irányából pedig Tornalja, ugyancsak mintegy 15 kilométerre.

## Nevének eredete
Neve a bán méltóságnév és a rév átkelőhely főnév birtokos személyragú alakjának összetétele.

## Története
A 10. században érkeztek ide a Hanvák, s 1281-ig ők birtokolták a területet. Neve a régi dokumentumokban Banreue, Banrewe, Banrew alakokban is előfordul.
Bánréve nevének legrégibb írásos említése 1381-ből maradt fenn. A korábban ezen a területen állt település a tatárjárás idején elpusztult, lakói a környező erdőségekben bújtak el, majd újra felépítették falujukat, melyet 1566-ban ismét felégettek, ezúttal a törökök.
Az 1760-as évekig a terület lakatlan maradt, ekkor azonban birtokosai, a Szentmiklóssyak szláv és környékbeli magyar jobbágyokkal betelepítették. A magyar lakosság református, a szlávok katolikus vallásúak voltak. 1831-ben kolerajárvány, majd sáskajárás, 1845-ben éhínség, 1846-ban pedig tífusz pusztított a községben.
Bánréve és Borsodnádasd között épült meg Magyarország két első gőzüzemű, keskenynyomtávú vasútvonalának egyike, az 1873 márciusában (Bánréve és Ózd között 1872 novemberében) átadott, 1000 milliméteres nyomtávú Bánréve–Ózd–Nádasd-iparvasút.
A 19. század végén és a 20. század elején a település népessége kétszeresére növekedett, iskola, templomok épültek. A második világháború alatt a községben súlyos károk keletkeztek; az áldozatok emlékét emlékmű őrzi.

## Közélete

### Polgármesterei
- 1990–1994: Trecskó Imre (Vöröskereszt-szervezet)[4]
- 1994–1998: Trecskó Imre (független)[5]
- 1998–2002: Hajdu Gábor József (független)[6]
- 2002–2006: Hajdu Gábor József (független)[7]
- 2006–2010: Hajdu Gábor József (független)[8]
- 2010–2014: Hajdu Gábor József (független)[9]
- 2014–2019: Hajdu Gábor József (független)[10]
- 2019–2024: Hajdu Gábor József (független)[11]
- 2024– : Kovács József (független)[1]

## Nevezetességek
- A Magyarok Nagyasszonya tiszteletére felszentelt római katolikus temploma 1928-ban épült.
- Református temploma két évvel korábban, 1926-ban.
- Vay-Serényi-kastély vagy más néven Serényi-kastély
- Hősi Emlékmű

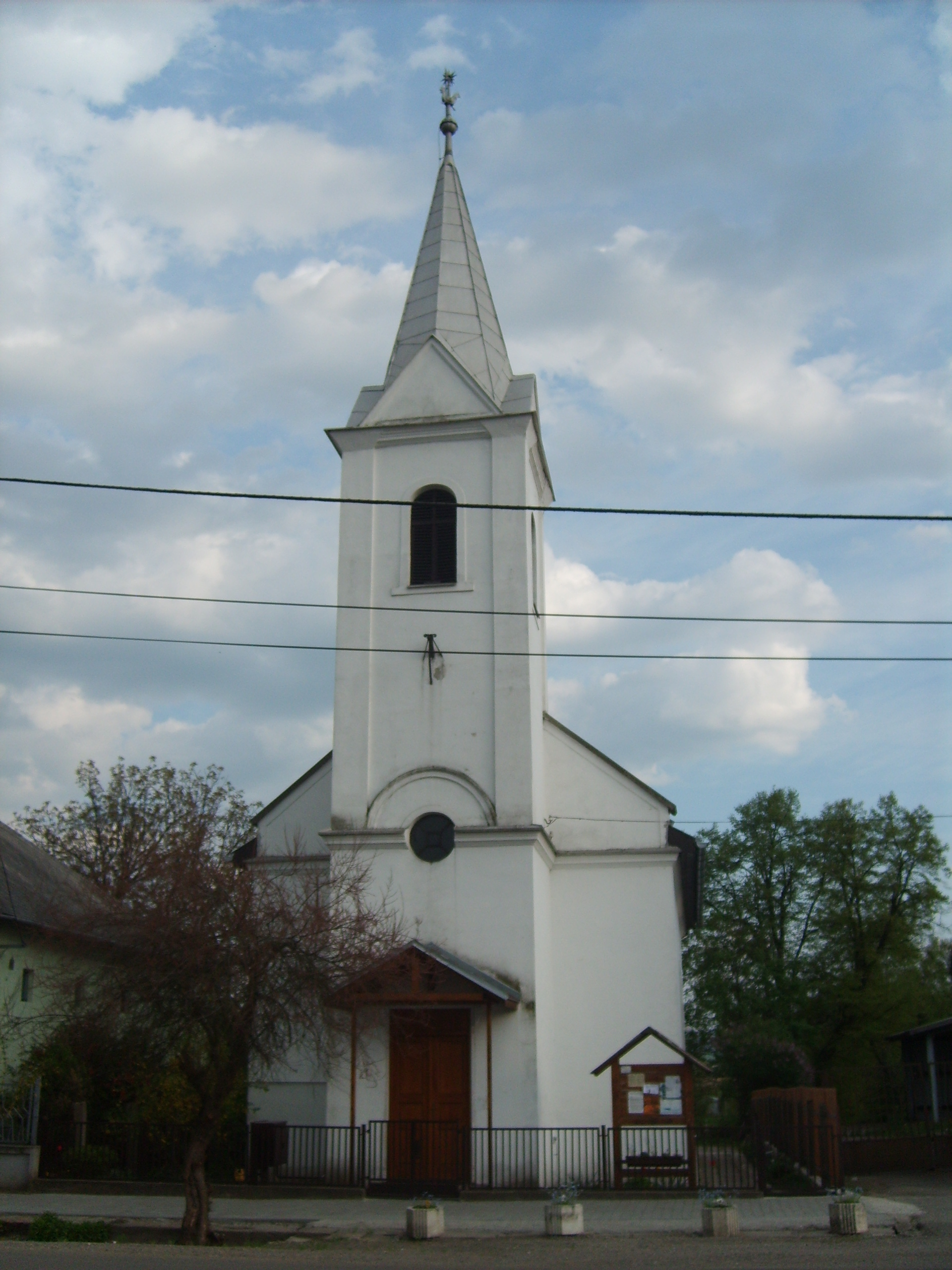
A református templom
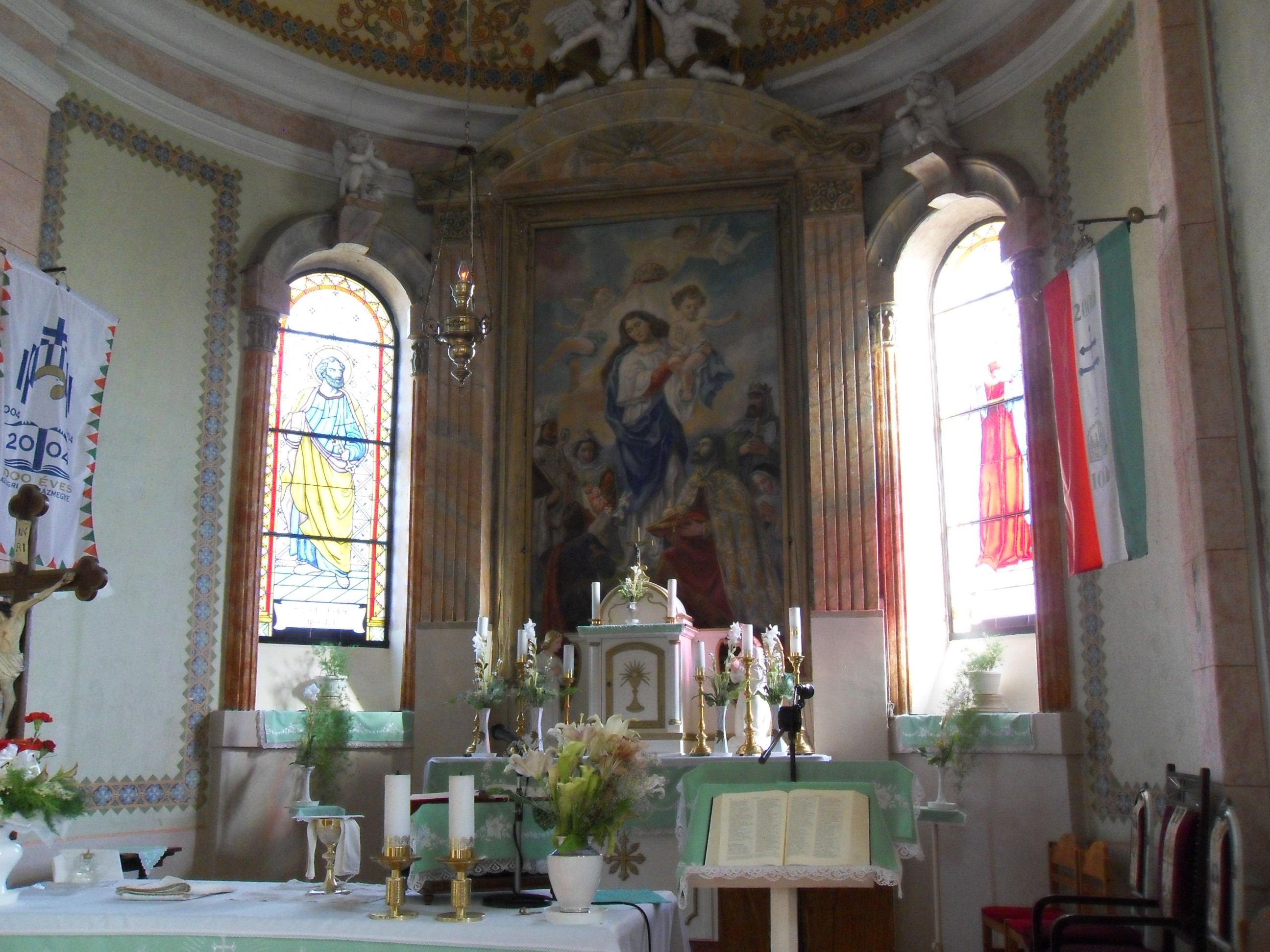
A római katolikus templom főoltára
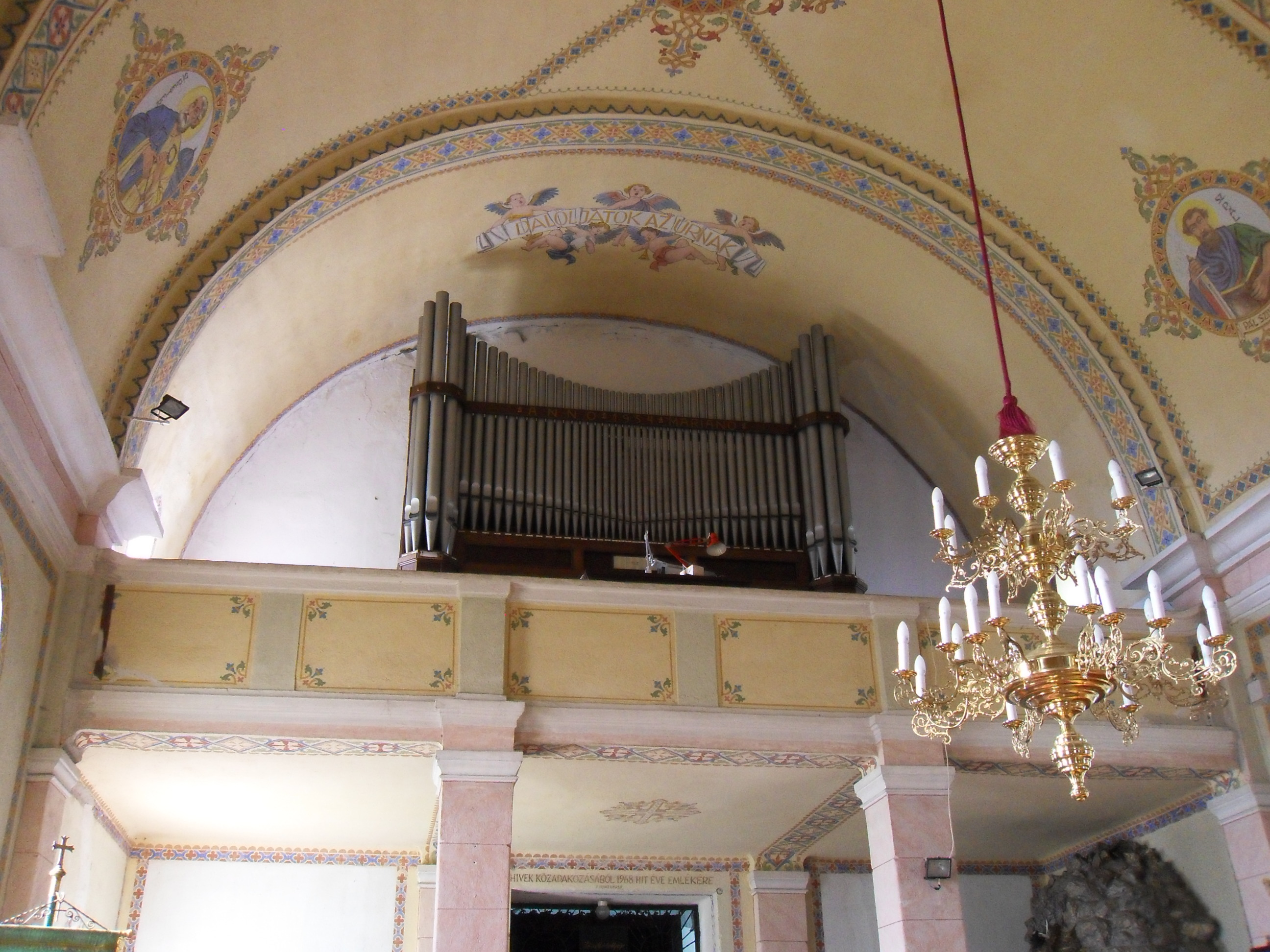
A templom orgonája
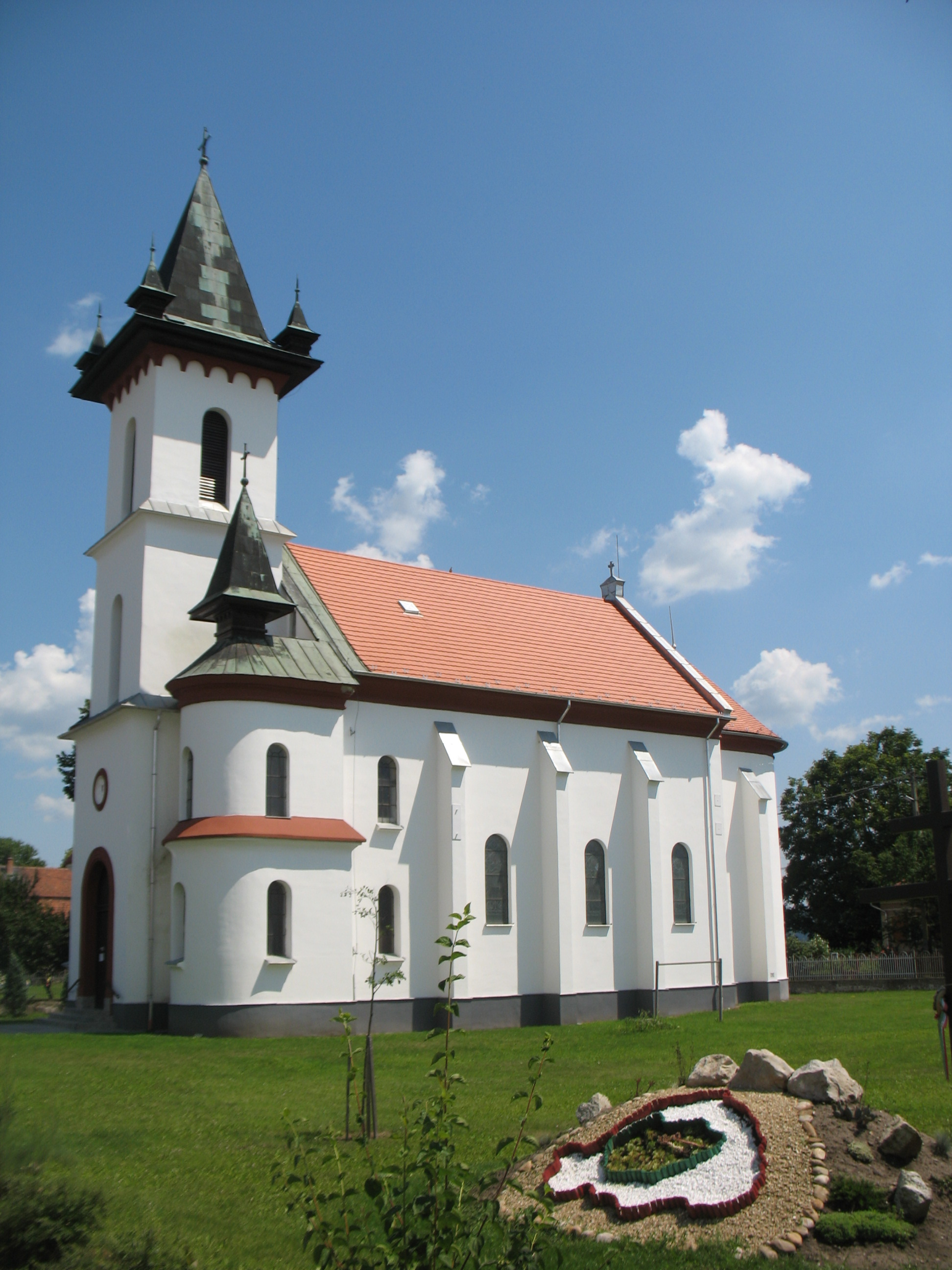
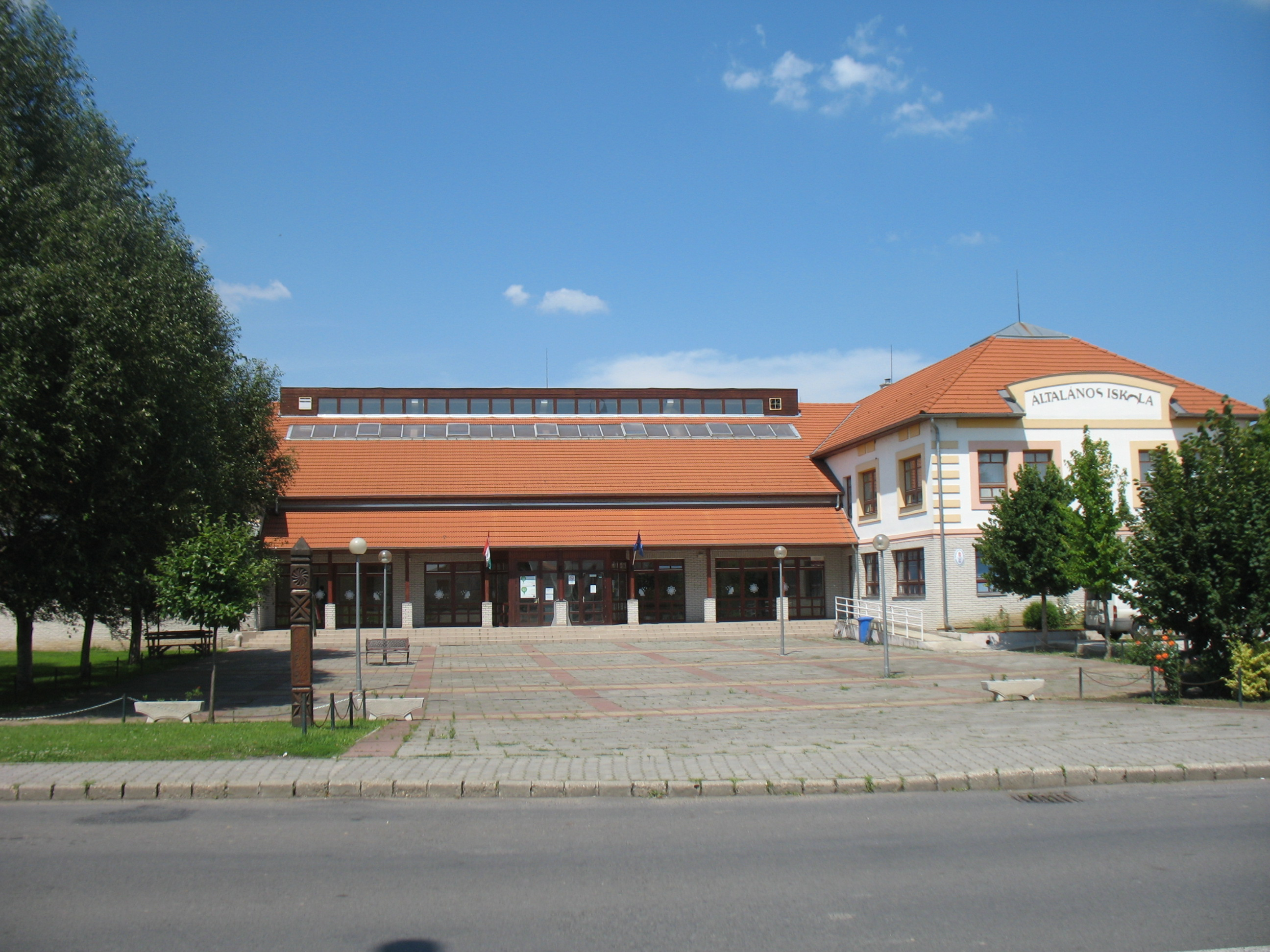
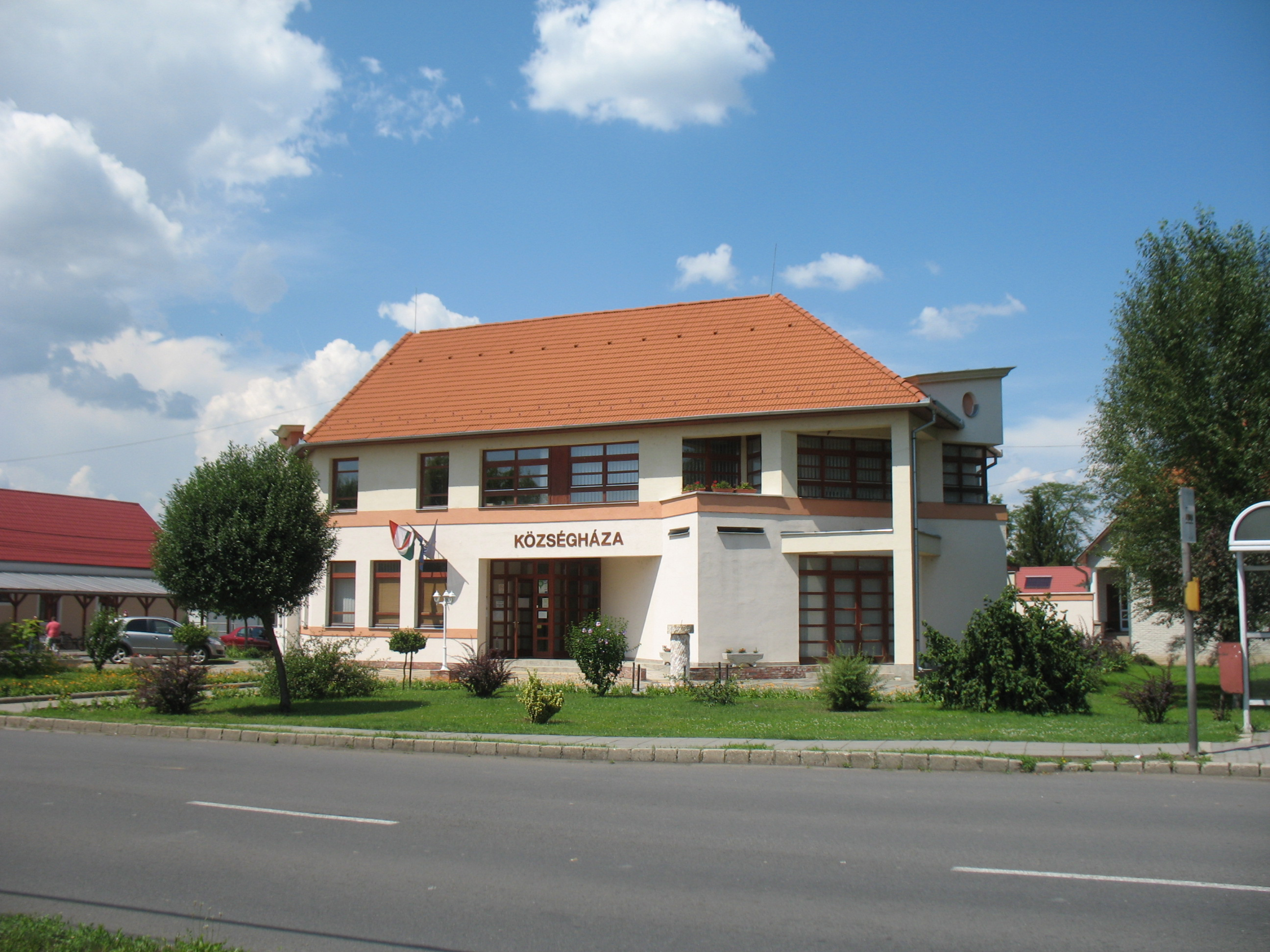

## Élővilága

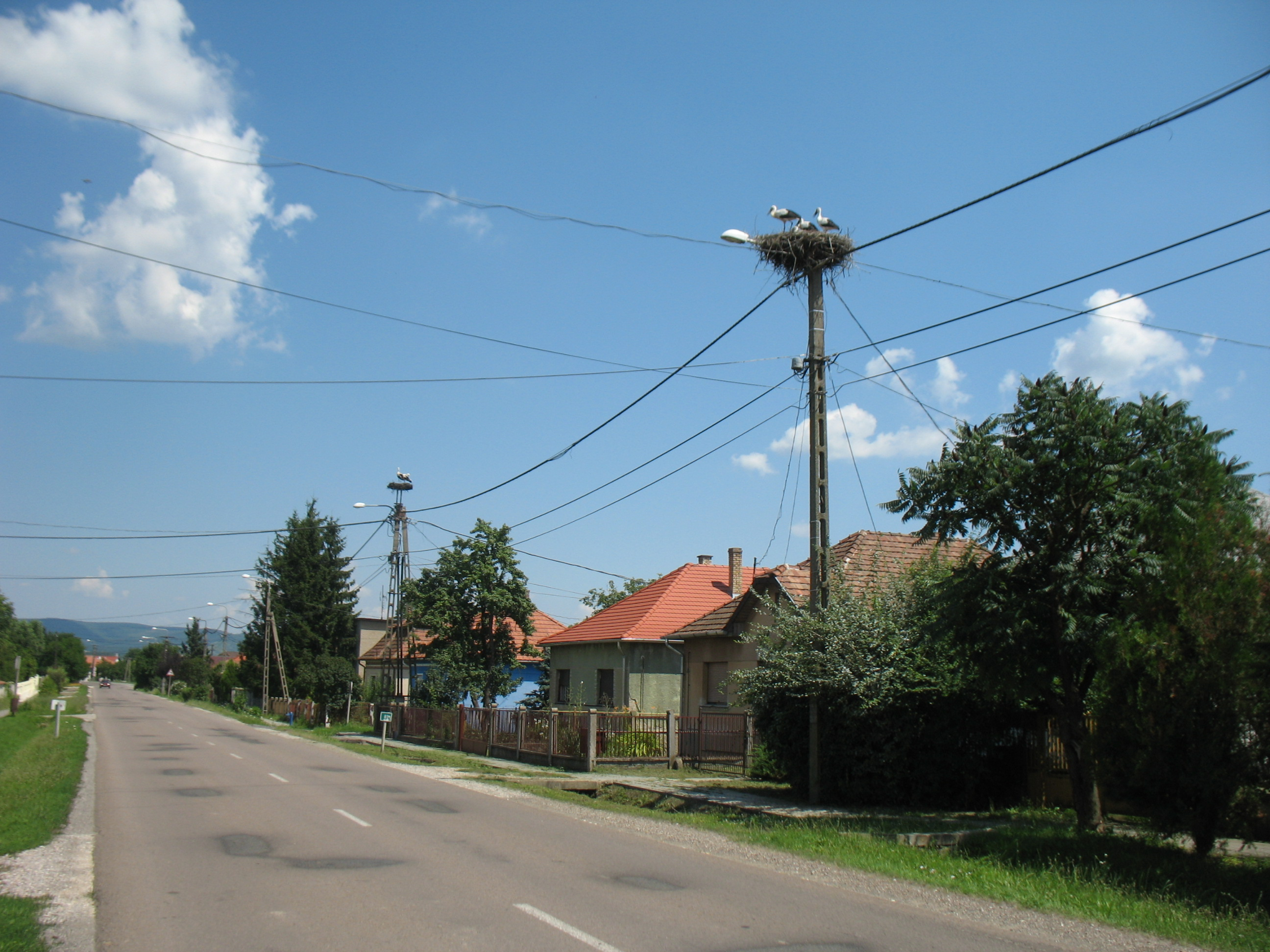
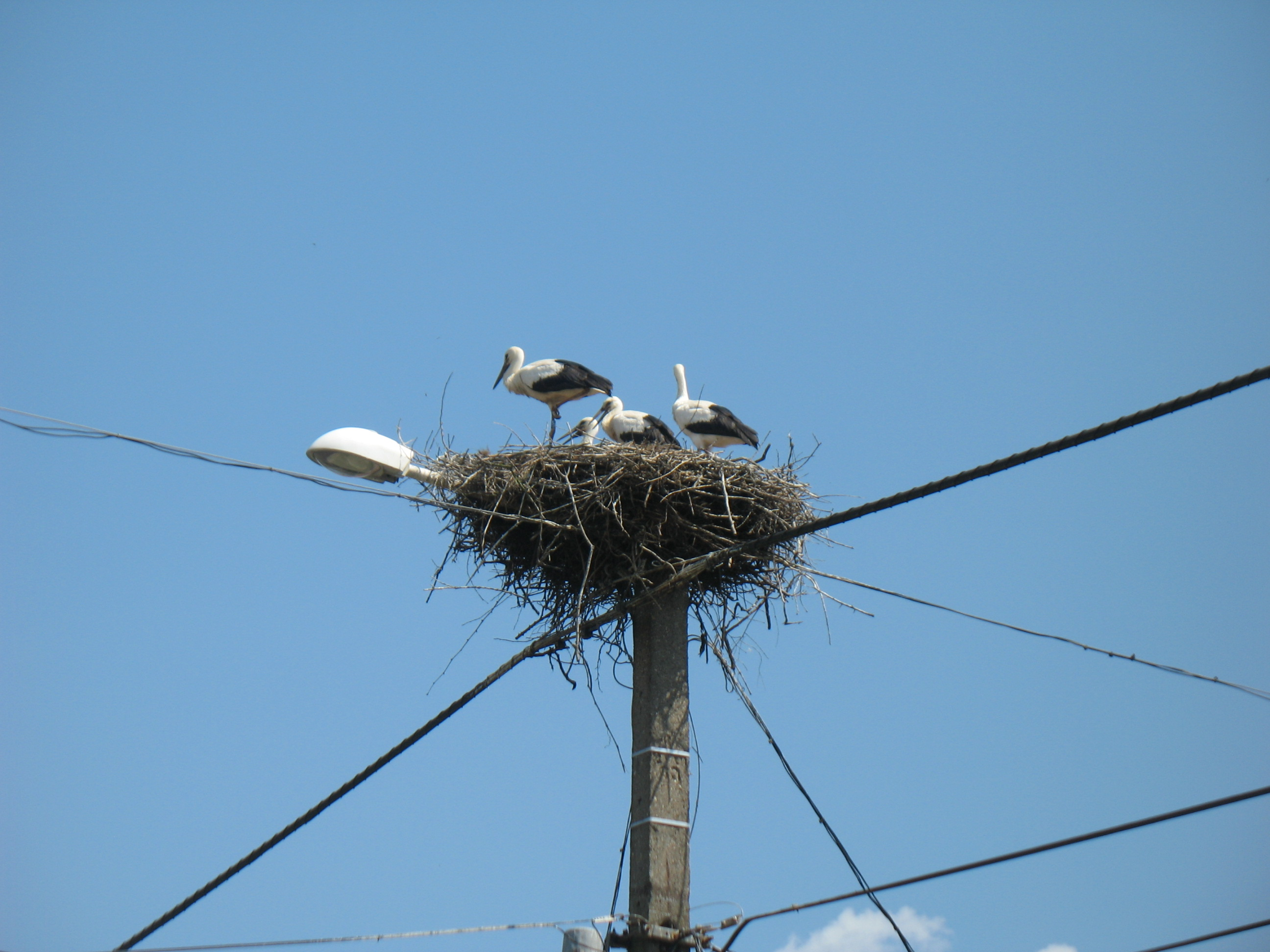
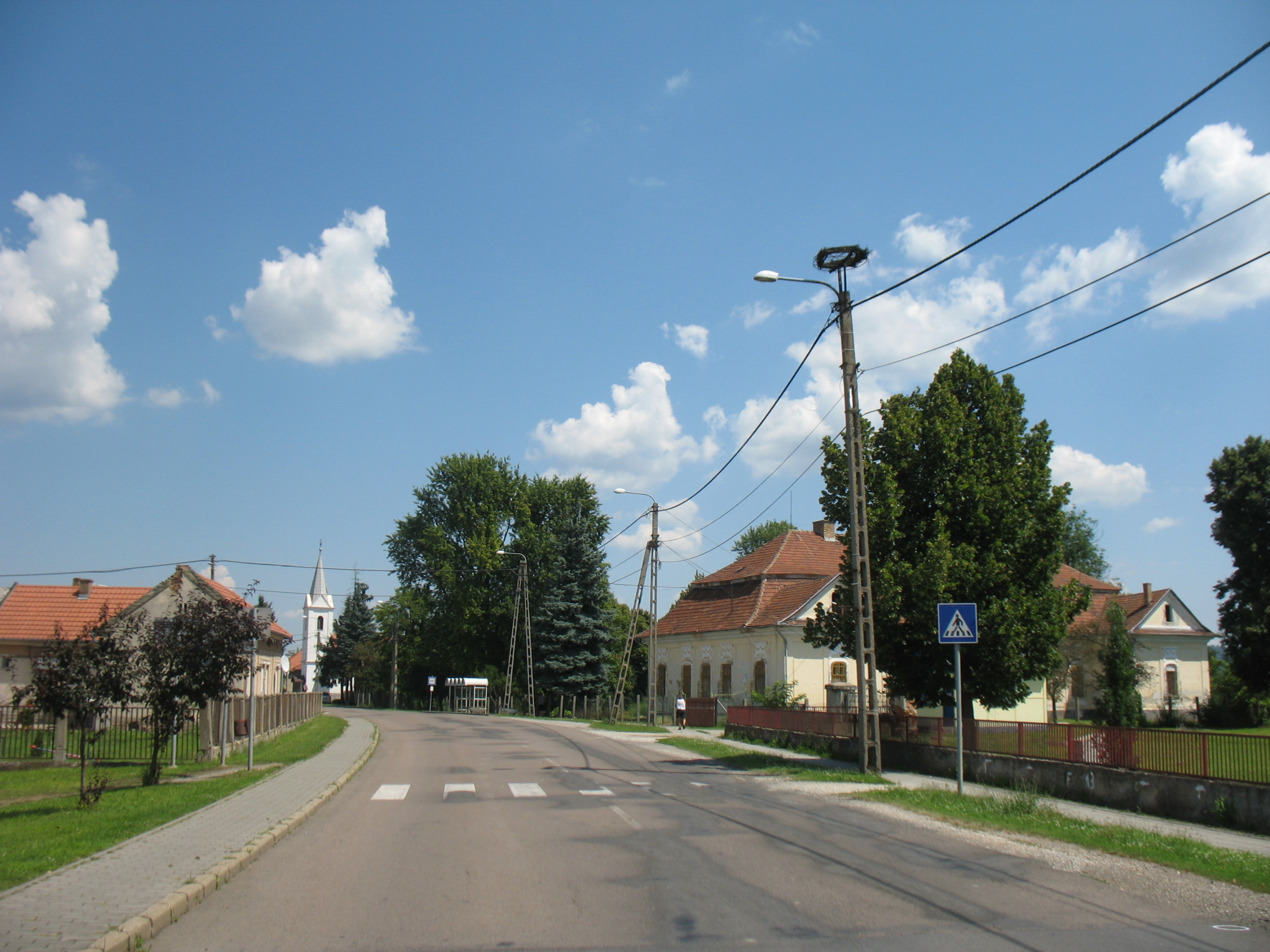

A településen több gólyafészek is található.

## Népesség
A település népességének változása:
| Lakosok száma | 1352 | 1339 | 1331 | 1195 | 1137 | 1148 | 1128 |
|               | 2013 | 2014 | 2015 | 2021 | 2022 | 2023 | 2024 |

2001-ben a településen a lakosságnak 99%-át magyar, az 1%-át cigány származású emberek alkották.
A 2011-es népszámlálás során a lakosok 84,2%-a magyarnak, 5,2% cigánynak, 0,4% németnek mondta magát (15,8% nem nyilatkozott; a kettős identitások miatt a végösszeg nagyobb lehet 100%-nál). A vallási megoszlás a következő volt: római katolikus 41,4%, református 18%, görögkatolikus 2,9%, evangélikus 0,6%, felekezeten kívüli 10,5% (24,2% nem válaszolt).
2022-ben a lakosság 91,6%-a vallotta magát magyarnak, 6,2% cigánynak, 1,2% szlováknak, 0,4% németnek, 0,1% szerbnek, 2,2% egyéb, nem hazai nemzetiségűnek (8,2% nem nyilatkozott; a kettős identitások miatt a végösszeg nagyobb lehet 100%-nál). Vallásuk szerint 33,9% volt római katolikus, 12,5% református, 2,5% görög katolikus, 2% egyéb keresztény, 0,4% evangélikus, 8,6% felekezeten kívüli (38,3% nem válaszolt).

## Testvértelepülés
- Rimaszécs, Szlovákia